# Oude Raadzaal

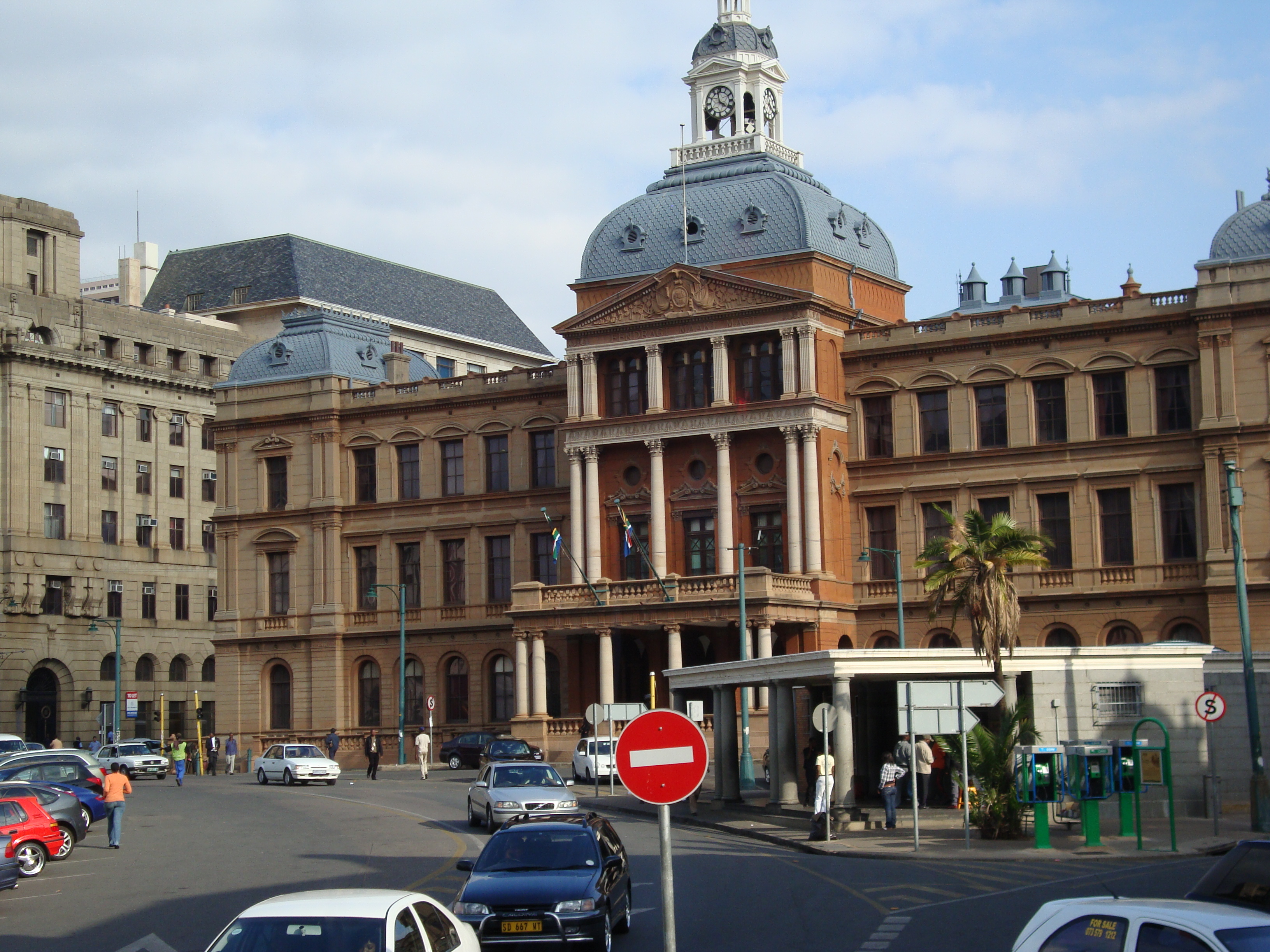
De Oude Raadzaal vanaf het Kerkplein

De Oude Raadzaal (Afrikaans: Ou Raadsaal) is een voormalig parlementsgebouw aan het Kerkplein van Pretoria. Het gebouw diende als raadzaal voor de Volksraad van de Zuid-Afrikaansche Republiek (Transvaal) aan het einde van de 19e eeuw.
Het gebouw is ontworpen door de Nederlander Sytze Wierda in de stijl van de neorenaissance. De grondsteen werd op 6 mei 1889 gelegd door president Paul Kruger. Het gebouw werd in 1892 voltooid en in 1894 werden vier klokken in de toren geplaatst. Alle vier de klokken hebben inscripties in het Nederlands. 